# Emma de Provence
Pour les articles homonymes, voir Emma.
Emma de Provence, parfois dite Emma de Venasque, morte en 1063, est comtesse indivis de Provence de 1037 à 1063 et comtesse de Toulouse de 1019 à 1037. Elle appartient à la branche aînée de la dynastie comtale de Provence.

## Biographie

### Origines
Emma serait mentionnée pour la première fois en 998/999.
Elle est la fille de Rotboald II/Roubaud II, comte/marquis de Provence et d'Ermengarde, on trouve ainsi la mention : « Ego Emma comitissa fille Robaldi comitis et Ermengarde uxoris ejus, matris mea... »,. Sa mère semble s'être remariée, selon Georges de Manteyer ou plus récemment par le médiéviste Laurent Ripart, à Rodolphe III de Bourgogne, roi de Bourgogne. Mais cette thèse ne fait pas l'unanimité.
Elle a un frère, probablement cadet, Guillaume III/II,.

### Succession de la Provence
À la mort de son père, avant 1014, Manteyer (1908) considérait « que cette dernière ne fut pas dotée, de sorte qu'elle eut part à la terre, comme cohéritière de son père. Guillaume II et Emma eurent donc, chacun, un quart indivis de Manosque. » Guillaume obtient plus précisément « Avignon, qui représentait un quart indivis de la Provence », tandis que Emma reçoit « le Venaissin et le Diois, qui représentaient le dernier quart, et ce devint le domaine de la Maison de Toulouse. »
En 1037, son frère, Guillaume III, marquis de Provence, décède. Sa part ne revient pas à sa sœur, mais passe à leurs cousins de la branche cadette, les frères Foulques Bertrand et Geoffroi Ier,,. Ainsi les deux frères entre en possession « non seulement la moitié, mais les trois quarts indivis de la marche de Provence ».

### Mariage
Elle est unie, vers 1019, à Guillaume III de Toulouse († 1037), comte de Toulouse. Le couple a deux fils :
- Pons (mort en 1060), comte de Toulouse ;
- Bertrand Ier (mort après 1081), comte de Provence.

En 1024, elle fait avec son mari une donation à l'abbaye de Saint-Victor de Marseille.
Le mariage permet à la maison de Toulouse d'acquérir une partie des droits dynastiques sur le comté de Provence, l'un des enjeux de la grande guerre méridionale qui opposera au XIIe siècle les maisons comtales de Barcelone et de Toulouse.